# Nokia 5230
Il Nokia 5230 è uno smartphone prodotto dall'azienda finlandese Nokia e distribuito nel 2009. Ha un design molto simile al Nokia 5800.

## Caratteristiche
- Dimensioni: 111 x 51,5 x 14,5 mm
- Massa: 113 g
- Sistema operativo: Symbian OS 9.4 Series60 v5.0 (Symbian^1)
- Risoluzione display: 360 x 640 pixel a 16 milioni di colori
- Durata batteria in conversazione: 7 h
- Durata batteria in standby: 450 h (18 giorni)
- Memoria: 80 MB espandibile con MicroSD a 16 GB
- Fotocamera: 2.0 megapixel con la possibilità di filmare a 30 fps
- Formato SIM: Mini-SIM
- Bluetooth, Micro USB e GPS
- RAM: 128 MB
- Velocità processore: 434 MHz
- GPS integrato con supporto A-GPS
- Capacità di installare applicazioni con estensione .sis .sisx e .jar
- MP4 xVid